# Bashir al-Azma

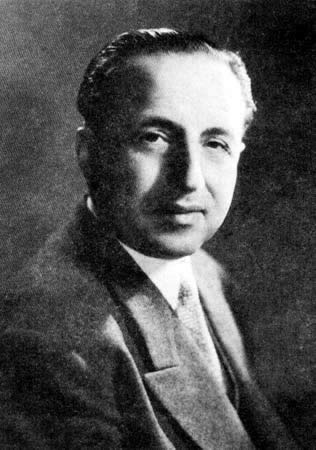

Bashir al-Azma (1910 – 1992) (em árabe: بشير العظَمة) foi um médico e político sírio. Atuou como primeiro-ministro da Síria de 16 de abril a 14 de setembro de 1962.

## Biografia
Nascido e criado na capital Damasco. Obteve sua graduação em medicina pela Universidade de Damasco e de sua pós-graduação em Paris. Ele se tornou o ministro da Saúde, sob a República Árabe Unida (RAU), mas renunciou devido a um conflito com Gamal Abdel Nasser. Mais tarde, tornou-se primeiro-ministro da Síria, após a dissolução da RAU.
Bashir al-Azma foi um dos muitos primeiros-ministros sírios que pretendiam manter a Síria fora do conflito Leste-Oeste e demonstrava sua aproximação passiva para isso. Em 22 de abril de 1962, al-Azma declarou na Rádio Damasco que a política externa da Síria continuava a basear-se "nos princípios da neutralidade positiva e não-alinhamento com blocos militares, a não participação na Guerra Fria, e o respeito pelos princípios da Carta das Nações Unidas".